# Autovía A-70
Die Autovía A-70 (auch Autovía de Circunvalación de Alicante, deutsch: Umfahrung von Alicante, kurz A-70) ist die stadtnahe Autobahnumfahrung Alicante.
Sie war bei der Eröffnung die erste Schnellstraße um die Stadt herum und ist, wie alle anderen Autovías, gebührenfrei. Sie wird von der AP-7 umschlossen und war bis zur Namensänderung im Jahr 2004 Teil der Autovía del Mediterráneo (A-7). Die Autobahn wird von der öffentlichen Hand betrieben.
Die A-70 verläuft ab El Campello von der AP-7 ausgehend nach Süden. Sie führt an den Städten Muchamiel, San Juan de Alicante und Alicante vorbei. Nahe Elche wird sie an die A-7 angebunden.

## Abschnitte
| km | Abschnitt                                                                 | Anschluss an        |
| -- | ------------------------------------------------------------------------- | ------------------- |
|    | Benidorm – Valencia – Castellón                                           | E-15 Autopista AP-7 |
| 1  | San Juan – Muchamiel                                                      | N-332 CV-800        |
| 7  | Alicante Avenida de Denia                                                 | N-332               |
| 10 | Alicante – Villafranqueza                                                 | CV-822              |
| 13 | Alicante – San Vicente del Raspeig – Alcoy                                | A-77                |
| 17 | Alicante – Madrid                                                         | E-903 A-31          |
| 22 | Aeropuerto de Alicante – IFA Torrellano N-340 El Altet – Santa Pola CV-92 | N-338               |
| 30 | Elche Ronda ost Monforte del Cid CV-850                                   | EL-20               |
|    | Elche Ronda west Murcia-Cartagena                                         | E-15 Autopista AP-7 |